# Кварто
Кварто (итал. Quarto) је насеље у Италији у округу Напуљ, региону Кампанија.
Према процени из 2011. у насељу је живело 37683 становника. Насеље се налази на надморској висини од 37 м.

## Становништво
| 1931. | 1936. | 1951. | 1961. | 1971. | 1981.  | 1991.  | 2001.  | 2011.  |
| ----- | ----- | ----- | ----- | ----- | ------ | ------ | ------ | ------ |
| 3.632 | 3.887 | 5.250 | 6.686 | 8.295 | 18.741 | 30.587 | 36.543 | 39.221 |